# Vasistas

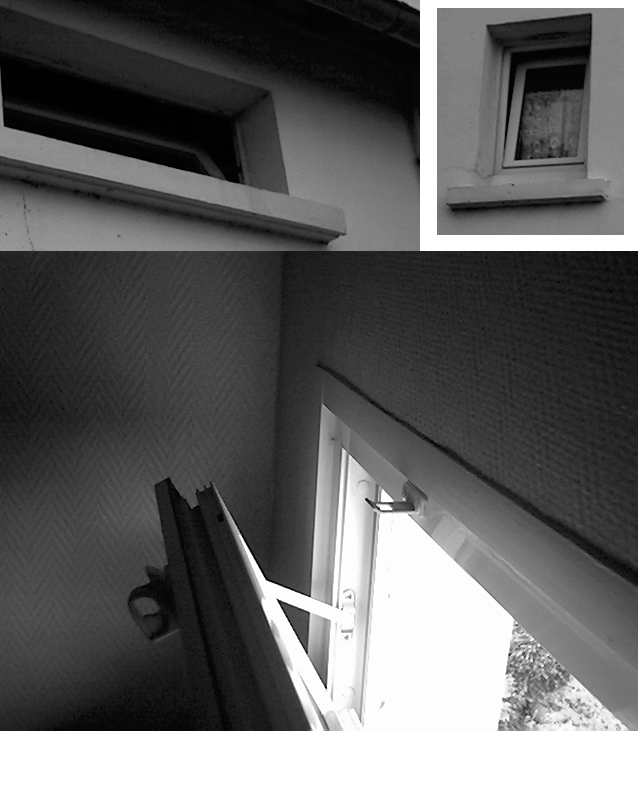
Vista interna ed esterna di un'apertura vasistas. La foto in basso mostra uno dei due bracci limitatori di apertura, oltre al fermo di chiusura

Un vasistas ([vaˈzistas] o [vazisˈtas]) è un serramento per finestre apribile verso l'interno le cui cerniere sono poste sul traverso inferiore e la chiusura – detta cricchetto – su quello superiore. Il sistema permette all'anta di ruotare verso il basso e l'apertura è limitata da appositi fermi, detti bracci limitatori d'apertura. Non va confuso con l'abbaino, né con la finestra a sporgere che apre verso l'esterno.
È destinato all'illuminazione, alla ventilazione e al tamponamento delle aperture e delle luci di un edificio. Viene usato principalmente in capannoni industriali, cantine, vani scale e similari. Nei fabbricati industriali i vasistas hanno spesso anche la funzione di evacuatori di fumo e calore in caso di incendio.
Con riferimento al vasistas è commercialmente diffuso per metonimia anche il termine «ribalta», che tuttavia indicherebbe specificamente l'infisso apribile sia a vasistas che a battente, destinato in quanto tale principalmente agli ambienti di abitazioni e uffici.

## Etimologia del termine
Il termine vasistas è un forestierismo proveniente dal francese, che a sua volta l'ha adottato dal tedesco. Deriva dalla domanda in tedesco: «Was ist das?» («Cosa è questo?», «Che c'è?») che in aree germanofone veniva posta ai visitatori attraverso uno sportello apribile con questo meccanismo, prima di aprire eventualmente la porta.
Secondo il linguista francese Alain Rey, la prima forma conosciuta di questo prestito lessicale in francese risale al 1776, e venne scritta «wass-ist-dass» dal medico Jean François Clément Morand nel suo trattato Mémoire sur les feux de houille. La prima apparizione del termine in un dizionario francese risale al 1798, nella 5ª edizione del Dictionnaire de l'Académie française:
(Dictionnaire de l'Académie française, 1798)

## Descrizione
I profili, le cerniere, le guarnizioni e gli accessori di assemblaggio usati per eseguire un vasistas sono gli stessi di una finestra a battente che si apra verso l'interno. Il normale accessorio per la chiusura si chiama cricchetto mentre l'apertura ha un fermo, solitamente regolabile, comandato da bracci limitatori d'apertura, detti anche compassi, che permettono all'anta di rimanere aperta senza ribaltarsi completamente verso il basso. Sono in commercio diversi tipi di bracci tra i quali quello sganciabile, che consente appunto di aprire completamente l'anta quando si voglia pulire il vetro esterno. Altri tipi di bracci, montati sui profili verticali di anta e telaio, oltre a limitare l'apertura provvedono anche alla rotazione dell'anta e sostituiscono le cerniere.
Nel caso in cui i vasistas siano utilizzati anche come evacuatori di fumo e calore, l'apertura è affidata a cilindri pneumatici che sostituiscono chiusura e bracci e sono collegati ad un impianto di rilevazione incendi. Il segnale dell'eventuale incendio viene trasmesso ad una centralina che comanda l'apertura dei vasistas con un sistema ad aria compressa o elettrico. Nel caso in cui la chiusura sia troppo alta dal pavimento, come nei capannoni industriali, è possibile aprire lo sportello tramite un comando a distanza il quale può essere manuale a manovella o, in versioni più costose ed evolute, elettrico o pneumatico, con o senza fili.
Quando il vasistas è inserito in un telaio in cui la parte inferiore è costituita da una porta o da una finestra, viene definito sopraluce a vasistas. Il secondo caso è utilizzato oggi quasi esclusivamente nei serramenti in ferro dopo la diffusione nella seconda metà del XX secolo dell'anta ribalta, un meccanismo usato nei serramenti in legno, alluminio e PVC che consente l'apertura di finestre e porte-finestre sia a battente che a vasistas.

## Utilizzo del termine nell'arte francese

### Architettura
L'architetto francese Eugène Viollet-le-Duc (1814 – 1879), nel suo Dictionnaire raisonné de l'architecture française du XIe XVIe siècle - Tome 5, scrisse alla voce Fenêtre: « [...] che queste vetrate chiudono tanto bene quanto le nostre, se non meglio; che esse possono essere sigillate ermeticamente, e che si potrebbe, grazie a degli chassis separati, dare agli interni minore o maggior quantità d'aria e di luce. Oggi si è sostituito tutto quello con vasistas, ma non abbiamo ancora ripreso le imposte che si aprono per piccole porzioni [...] »

### Letteratura
Nel XIX secolo, la letteratura francese, o le traduzioni in francese, hanno registrato l'apparire del termine 'vasistas' per designare delle finestre particolari:
- Stendhal, nella Certosa di Parma del 1839, scrisse a proposito di una piccola apertura in un'imposta o in un sipario:

« [...] les moments où Fabrice pouvait ouvrir la sorte de vasistas par lui pratiqué dans l'immense abat-jour qui masquait sa fenêtre.».
- Alexandre Dumas, ne Il tulipano nero del 1850, scrisse di un vasistas posizionato a sei metri d'altezza su un muro o sul tetto:

« Les vitrages du séchoir se soulevaient comme ceux d'une serre.[...] Le tout était de se procurer une échelle assez longue, une échelle de vingt pieds au lieu de douze.[...] L'échelle atteignait juste au vasistas. »
- Gustave Flaubert, in Madame Bovary, nel 1857:

« Elle se penchait des deux mains par le vasistas, en humant la brise ; les trois chevaux galopaient, les pierres grinçaient dans la boue, la diligence se balançait [...] ».
- Victor Hugo, ne L'uomo che ride del 1869, lo descrisse come una sorta di gelosia fissata su una diligenza:

« La cahute, sorte de cabane-voiture qui suivait l'itinéraire le plus varié, sans sortir pourtant d'Angleterre et d'Écosse, avait quatre roues, plus un brancard pour le loup, et un palonnier pour l'homme. Ce palonnier était l'en-cas des mauvais chemins. Elle avait à l'avant une porte vitrée avec un petit balcon servant aux harangues, tribune mitigée de chaire, et l'arrière une porte pleine trouée d'un vasistas ».
- Victor Hugo nei Miserabili (Parte quarta, Libro quinto, II): Cosette apre un vasistas al primo piano per guardare se c'è un intruso nel giardino (Marius)
- Émile Zola, ne L'ammazzatoio del 1877, scrisse di finestre con sopraluci a vasistas aventi la funzione di ventilare il lavatoio nel quale Gervaise lavava la sua biancheria:

« La chaleur devenait intolérable; des rais de soleil entraient à gauche, par les hautes fenêtres, allumant les vapeurs fumantes de nappes opalisées, d'un gris rose et d'un gris bleu très tendres. Et, comme des plaintes s'élevaient, le garçon Charles allait d'une fenêtre à l'autre, tirait des stores de grosse toile; ensuite, il passa de l'autre côté, du côté de l'ombre, et ouvrit des vasistas.»
- Marcel Proust, in Sodoma et Gomorra (1921, Tomo I, cap. I): Se vi fossi salito, avrei potuto aprire il vasistas e sentire come se fossi stato proprio da Jupien. Ma temevo di far rumore. [...] Alla fine, passata all’incirca mezz’ora (durante la quale ero salito a passi felpati sulla mia scala per guardare – senza per altro aprirlo – attraverso il vasistas), s’avviò una conversazione.[13]

### Canzone
- Claude Nougaro, in À bout de souffle del 1965, canta di un vasistas del tetto, dove sono installate le antenne della televisione:

« Un vasistas était ouvert sur les étoiles
Et me revoilà faisant la malle
Parmi les antennes de télé »